# アラン・ウィリアム・カズンズ
アラン・ウィリアム・カズンズ（ Alan William James Cousins, 1903年8月8日 - 2001年5月11日）は、南アフリカ共和国の天文学者。
ケープタウンに生まれた。高校時代からアマチュア天文家として活動した。ヨハネスブルグのウィットウォーターズランド大学で機械工学,電気工学を学び、英国で1年を過ごした後、南アフリカに戻り発電所などで技術者として働いた。その間も変光星の観測を続けた。1943年に新しい方法による、恒星の光度の一覧を発表したのが認められ、1941年に王立天文学会の会員になり、1947年に南アフリカ天文台で職を得た。1971年に観測天文学に功績に対して贈られるジャクソン＝グウィルト・メダルを王立天文学会から受賞した。
測光システムの分野で赤と赤外の領域を用いるクロン・カズンズのシステムの確立に功績があった。